# Maria Conen
Maria Antoinette Conen (* 19. Juli 1979 in Buchs AG) ist eine Schweizer Architektin und Universitätsprofessorin.

## Werdegang
Maria Conen studierte bis 2002 Architektur an der EPF Lausanne und bis 2005 an der ETH Zürich. Nach ihrem Diplom bei Peter Märkli arbeitete sie bei Miller Maranta in Basel, bei Meier Hug in Zürich und bei Buchner Bründler in Basel. 2010 absolvierte sie den MAS am Institut Geschichte und Theorie der Architektur der ETH Zürich und gründete 2011 mit Raoul Sigl das Architekturbüro Conen Sigl in Zürich. 2017 wurde sie in den BSA berufen. Conen lehrte bei Adam Caruso an der ETH Zürich, der TU München, der TU Dresden, der EPF Lausanne und seit 2022 als ordentliche Professorin an der ETH Zürich. Ihre Forschung befasst sich mit Fragen der Wieder- und Weiterverwendung sowie der Transformation von Gebäuden.

## Preise
- 2015: Swiss Art Award[4]

## Publikationen
- 2018: Building Identity
- 2017: Drawing in retrospect
- 2021: Drawing as a synthesis. In: Drawing Matter. Extracts 2: Women Writing Architecture. Hrsg. von Helen Thomas[1]
- 2021: Contribution to the Belgian Pavilion, curated by Bovenbouw Architectuur, 17th Venice Biennale
- 2020: Seven questions. Maria Conen. In: Carrousel, 2020 HS series of lectures. Studio Jan de Vylder, ETH Zurich, 8. Dezember 2020 (PDF; 24 kB)

## Akademische Mitarbeiter
- 2020–23: Anna MacIver-Ek